# 水果沙拉

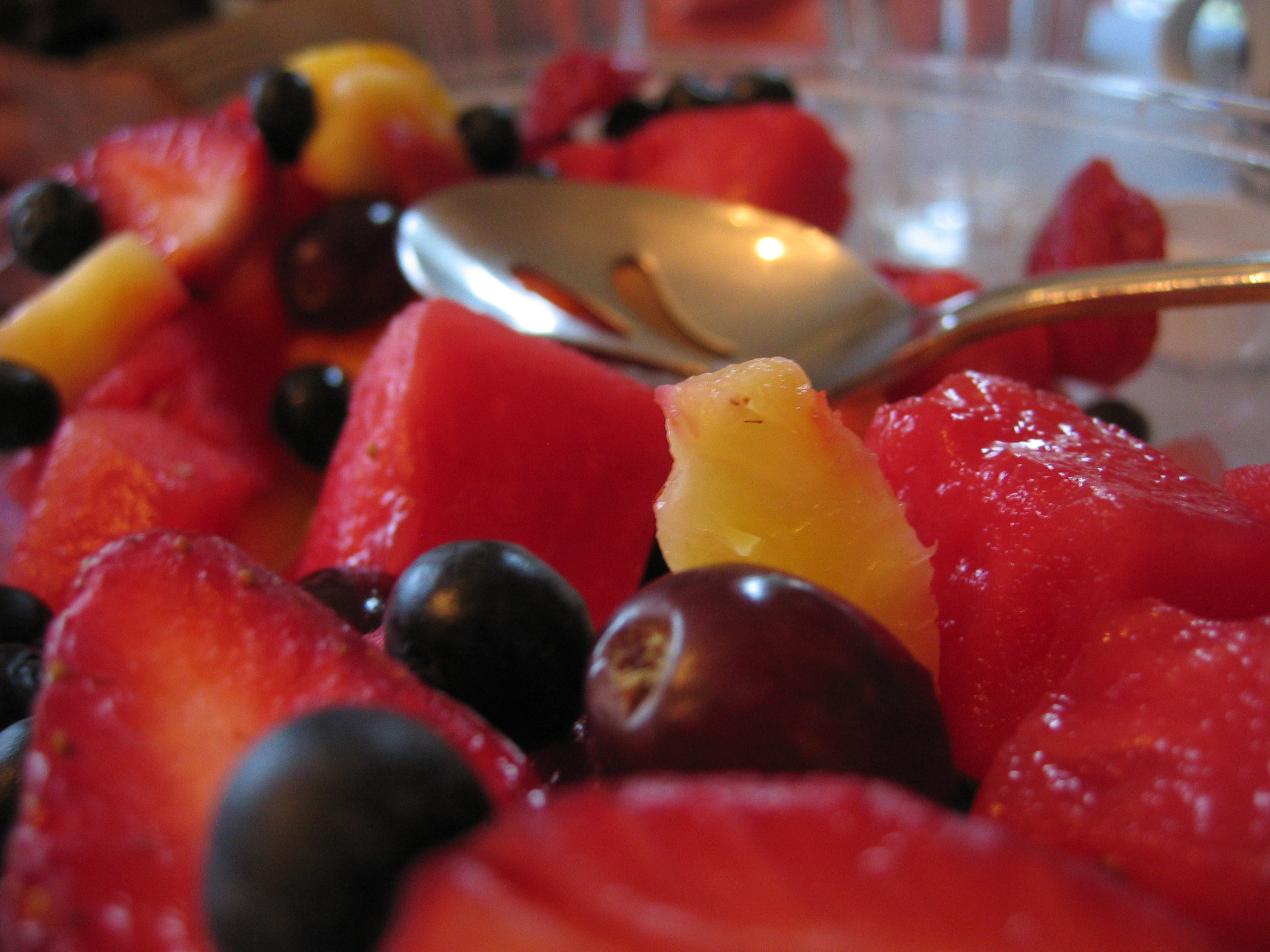
水果沙拉草莓, 西瓜, 菠萝 和 葡萄

水果沙拉是一种各种水果制成的沙拉，以香蕉、苹果、黑莓、番石榴、草莓、猕猴桃、芒果、木瓜、西瓜等水果配以奶、果汁或糖汁，有的水果沙拉加上碎巧克力，也有加上酸奶、各种酱汁和花生。